# Альбрехт Прусський (1809—1872)
Принц Фрідріх Генріх Альбрехт Прусський, (нім. Friedrich Heinrich Albrecht Prinz von Preußen, 4 жовтня 1809 — 14 жовтня 1872) — прусський принц з династії Гогенцоллернів, п'ятий син короля Пруссії Фрідріха-Вільгельма III та королеви Луїзи, генерал-оберст кавалерії прусської армії та генерал-фельдмаршал російської, учасник австро-прусської та франко-прусської воєн, член рейхстагу Північнонімецького союзу у 1867—1871 роках.

## Біографія
Альбрехт народився 4 жовтня 1809 року у Кенігсберзі. Він був п'ятим сином та наймолодшою, дев'ятою, дитиною в родині короля Пруссії Фрідріха Вільгельма III та його першої дружини Луїзи Мекленбург-Стреліцької. На момент появи хлопчика на світ, в живих залишались його брати Фрідріх-Вільгельм, Вільгельм та Карл і сестри Шарлотта, Александріна та Луїза.
Перебуваючи у вигнанні після захоплення у 1806 Наполеоном Берліна, прусська королівська родина змогла повернутись до столиці лише у грудні 1809. Королева Луїза невдовзі померла. Альбрехту на той час виповнилось десять місяців.
У віці 10 років, як і всі прусські принци, він пристав до лав війська. Був зачислений другим лейтенантом у 1-й гвардійський піхотний полк. Люблячи та поважаючи коней, двадцяти років пристав до кавалерії.
Незадовго до свого 21-річчя Альбрехт вступив у династичний шлюб із своєю кузиною Маріанною Нідерландською, яка була його одноліткою. Весілля відбулося 14 вересня 1830 у палаці Нордейнде в Гаазі. У подружжя народилося четверо дітей.
Родина оселилася в Берліні у Палаці принца Альбрехта на вулиці Вільгельма № 102, неподалік від Потсдамської площі. Альбрехт придбав його за 356 000 талерів і доручив повністю переобладнати відомому архітектору Карлу Фрідріху Шинкелю. Молодята займали перший поверх, в той час, як на другому були приміщення для персонала, кімната для срібла та столових приборів і велика більярдна.
Восени 1837 року Маріанна отримала у спадок від матері Каменц у Силезії і стала натхненницею створення нового готичного замку, будівництво якого було доручено також Шинкелю. 15 жовтня 1838 урочисто був закладений перший камінь у фундамент майбутнього палацу в присутності архітектора та Альбрехта і Маріанни.
1842 року принц здійснив мандрівку на Кавказ та взяв участь у великій російській експедиції проти горців, що виходила із Ставрополя. Коли начальник експедиції загинув, то Альбрехт перебрав керівництво на себе і довів експедицію до кінця, за що користувався великою повагою імператора Миколи I.
У сімейному житті, згідно одного з відгуків, пара після весілля була дуже прив'язана один до одного. Однак, з роками відбулось відчуження. Цьому, окрім іншого, сприяла агресивна поведінка Альбрехта по відношенню до слуг незалежно від статі. Голланський звіт таємної поліції свідчить також про «венеричну хворобу».
У 1845 році Маріанна пішла від чоловіка, а 28 березня 1849 було оформлене розлучення. Маріанна на той час мала роман із своїм секретарем Йоганном ван Россумом, а Альбрехт був закоханий у доньку колишнього військового міністра Густава фон Рауха, Розалію, яка була придворною дамою Маріанни.
Подолавши опір Гогенцоллернів, в особливості, брата —імператора Фрідріха-Вільгельма IV, Альбрехт побрався із Розалією фон Раух. Весілля відбулося 13 червня 1850 в Берліні. Оскільки дружину відмовились приймати при прусському дворі, Альбрехт замовив учню Шинкеля, Адольфу Лозе, будівництво нового замку у Дрездені. До закінчення будівництва, резиденція подружжя розташовувалась у Мейнінгені, де жила донька Альбрехта, Шарлотта.
Принц 1852 року отримав звання генерала кінноти, а для Розалії 28 травня 1853 року був створений титул графині Гогенау. Замок Альбрехтсберг був готовий у 1854. Там же народився і перший син подружжя. Всього у пари було двоє дітей. Сини, через своє походження, не мали права наслідувати титул та не причислялися до династії Гогенцоллернів. Однак, вони носили титул графів Гогенау.
Внаслідок військової служби, Альбрехт часто бував в різних куточках Пруссії, а також здійснив кілька тривалих поїздок більшою частиною Європи, Близького Сходу і навіть Африки.

Після смерті імператора Фрідріха-Вільгельма IV у 1861, прусський двір став більш лояльним до родини. Новий кайзер Вільгельм I, навідав брата, завітавши до нього в Альбрехтсберг, і привітав Розалію, як свою невістку.

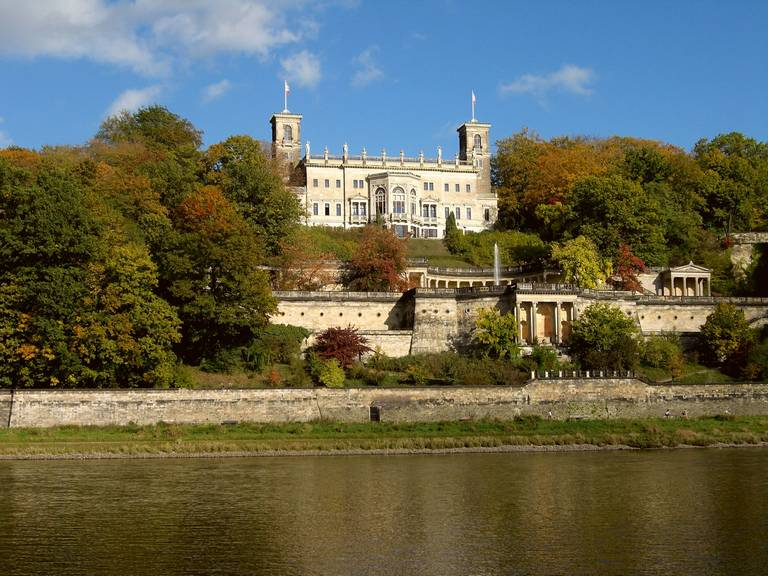
Замок Альбрехтсберг

У 1865 Альбрехт став інспектором третього армійського дивізіону. В австро-прусській війні 1866 командував кавалерійським корпусом Першої прусської армії. Добровільно став під керівництво молодших генералів, будучи певним, що кожен офіцер має служити у місці відповідно своїх здібностей і не вважаючи себе підходящим для вищих керівних посад.Служив під проводом свого небожа, принца Фрідріха Карла. Брав участь у битвах при Мюнхенґреці, при Гичині та під Садовою.
У 1867—1871 роках Альбрехт був членом рейхстага Північнонімецького союзу від виборчого округу Ґумбінен —Інстербург, де відносився до позафракційних консерваторів.

На початку війни проти Франції 1870 принц отримав під своє командування 4-ту кавалерійську дивізію, яка складалася з шести полків та входила до складу Третьої армії. Він зайняв Шалонський табір наступного дня після відступу французів і першим помітив відвід військ Мак-Магона до Меца, внаслідок чого було вирішено невідкладно дати бій при Седані. Ця битва, що стала найвідомішою франко-прусській війні, відкрила прусським військам дорогу до Парижа. Сам імператор Наполеон III потрапив у полон. Це, в свою чергу, призвело до кінця монархії у Франції та встановлення республіканського ладу.

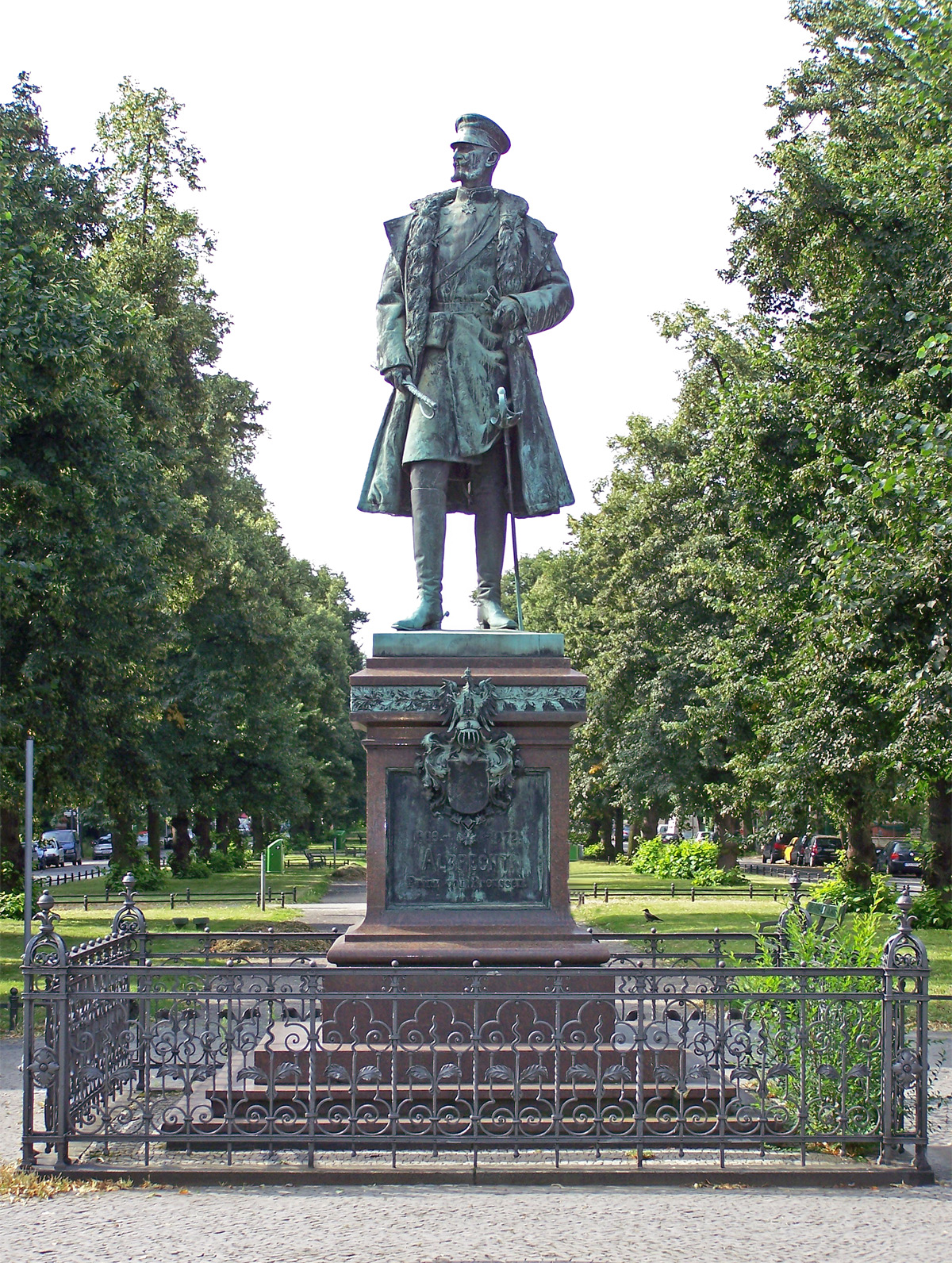
Пам'ятник принцу Альберту

Пізніше, Альбрехт брав активну участь у військових діях під проводом генерала Людвіга фон дер Танна, великого герцога Мекленбург-Шверінського Фрідріха Франца II та принца Фрідріха Карла проти Луарської армії та у складному зимовому поході. Внаслідок напруженої діяльності отримав апоплексичний удар.
В день тріумфального повернення військ до Берліна, принц отримав чин генерал-оберста прусської армії зі званням генерал-фельдмаршала. У вересні 1872, під час зустрічі трьох імператорів, був удостоєний Олександром II звання російського генерал-фельдмаршала.
Помер 14 жовтня 1872 в Берліні після другого удару. Похований у металевій труні у склепі під вестибюлем в Мавзолеї парку замку Шарлоттенбург, де вже покоїлись його батьки.
Розалія після його смерті усамітнено жила в Альбрехтсбергу. Її не стало сім років потому. Діти, після закінчення військової служби, також оселилися в Альбрехтсбергу. Вільгельм у 1925 році був змушений продати палац через картярські борги. Всі троє поховані на лісовому цвинтарі Білий Олень у Дрездені.
Нащадки Альбрехта і Розалії живуть і досі.

## Родина

Маріанна в 1832 р.

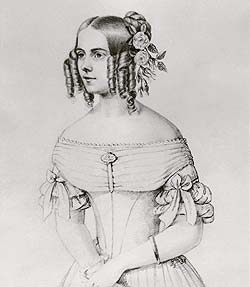
Розалія фон Раух бл. 1840 року

Дружина —  Маріанна Нідерландська
Діти:
- Шарлотта (1831—1855) — дружина кронпринца Саксен-Мейнінгену Георга, народила чотирьох дітей;
- Альбрехт (1837—1906) — генерал кінноти, регент Брауншівейзького герцогства у 1885—1906 роках, був одружений з Марією Саксен-Альтенбурзькою, мав трьох синів;
- Єлизавета (27 серпня—9 жовтня 1840) — померла немовлям;
- Александріна (1842—1892) — дружина принца Мекленбург-Шверінського Вільгельма, мали єдину доньку.

Дружина — Розалія фон Раух
Діти:
- Вільгельм (1854—1930) — граф фон Гогенау, генерал-лейтенант прусської армії, флігель-ад'ютант імператора Вільгельма II, був двічі одружений, мав чотирьох дітей від обох шлюбів;
- Фрідріх (1857—1914) — граф фон Гогенау, був одружений із Шарлоттою фон дер Деккен, мав чотирьох дітей.

## Нагороди

### Прусське королівство
- Орден Чорного орла з ланцюгом
  - орден (4 жовтня 1819)
  - ланцюг (1827)
- Орден Червоного орла, великий хрест з дубовим листям і мечами
- Орден Корони (Пруссія) 1-го класу з мечами
- Королівський орден дому Гогенцоллернів, великий командорський хрест
- Князівський орден дому Гогенцоллернів, почесний хрест 1-го класу з мечами
- Pour le Mérite з дубовим листям
  - орден (31 липня 1866)
  - дубове листя (31 грудня 1870)
- Хрест «За вислугу років» (Пруссія)

### Австрійська імперія
- Королівський угорський орден Святого Стефана, великий хрест (1835)
- Хрест «За військові заслуги» (Австро-Угорщина) з військовою відзнакою

### Ганноверське королівство
- Королівський гвельфський орден, великий хрест (1838)
- Орден Святого Георгія (Ганновер)

### Велике герцогство Баденське
- Орден Вірності (Баден) (1856)
- Орден Церінгенського лева, великий хрест (1856)

### Російська імперія
- Орден Андрія Первозванного
- Орден Святого Олександра Невського
- Орден Білого Орла
- Орден Святої Анни 1-го ступеня
- Орден Святого Станіслава 1-го ступеня
- Орден Святого Георгія 4-го ступеня

### Інші країни
- Орден Золотого лева (Гессен-Кассельське ландграфство; 5 вересня 1841)
- Орден Вюртемберзької корони, великий хрест (1841)
- Орден Білого Сокола, великий хрест (Велике герцогство Саксен-Веймар-Айзенаське; 11 листопада 1942)
- Орден дому Саксен-Ернестіне, великий хрест (1850)
- Орден Людвіга (Гессен), великий хрест (Велике герцогство Гессенське; 6 липня 1851)
- Орден Альберта Ведмедя, великий хрест з мечами (Ангальтське герцогство)
  - орден (29 листопада 1854)
  - мечі (12 вересня 1864)
- Орден Рутової корони (Саксонське королівство; 1854)
- Орден Почесного легіону, великий хрест (Друга французька імперія; 1858)
- Орден Заслуг герцога Петра-Фрідріха-Людвіга, великий хрест із золотою короною (Велике герцогство Ольденбурзьке; 18 вересня 1861)
- Орден Генріха Лева, великий хрест (Брауншвейг-Люнебурзьке герцогство)
- Орден Вендської корони, великий хрест з короною в руді (Мекленбург)
- Орден Спасителя, великий хрест (Грецьке королівство)
- Орден Нідерландського лева, великий хрест
- Почесна шабля (Османська імперія)
- Орден Вежі й Меча, великий хрест (Португальське королівство)
- Орден Святого Фердинанда за заслуги, великий хрест (Королівство Обох Сицилій)

## Вшанування пам'яті
- 14 жовтня 1901 року на Замковій вулиці[13] Берліна в присутності кайзера Вільгельма II, був відкритий пам'ятник принцу Альбрехту Прусському у вигляді бронзової статуї на постаменті з барельєфами.[14]
- В російській імператорській армії його ім'я було присвоєно Драгунському литовському полку № 1.[8]